# Al-Hamadhani
Ahmad Al-Hamadhânî, surnommé Badî' al-Zamân, « le Prodige du Siècle » (en arabe : أحمد بديع الزمان الهمذاني), est un écrivain et épistolier arabo-persan né à Hamadan en 967, 968 ou 969 et mort à 40 ans, à Hérat en 1007. Il est l'inventeur du genre littéraire de la maqâma.

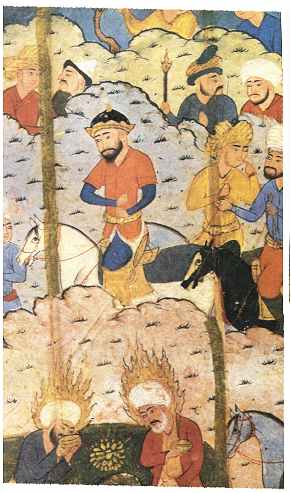
Maqamat Badi' al-Zaman al-Hamadani

## LesMaqâmât
Maqamat Badi' al-Zaman al-Hamadani (Le Livre des vagabonds (Scènes d'un beau parleur impénitent), établi, traduit et présenté par René R. Khawwam, Phébus, Paris, 1997, 252 pages  (ISBN 978-2-85-940-455-0)
Une maqâma est un court récit de fiction qui se présente comme la transcription d'un khabar (anecdote transmise oralement) en saj' (prose rimée). Le texte d'Al-Hamadhani en contient 52, sur les 400 d'origine.